# Bernard Vukas
Bernard "Bajdo" Vukas (Zagreb, 1. svibnja 1927. – Zagreb, 4. travnja 1983.), bio je hrvatski nogometaš. Najbolji igrač splitskoga Hajduka svih vremena i njegov prvi sportski direktor.

## Igračka karijera

### Klupska karijera
Rođeni je Zagrepčanin s Trešnjevke. Nogometnu karijeru je započeo 1938. godine u klubu HŠK Concordia iz Zagreba. Godine 1945. prešao je u FD Amater, a 1946. godine u NK Zagreb. 

#### HNK Hajduk Split
Godine 1947. počinje igrati za splitski Hajduk i tamo ostvaruje iznimnu karijeru. S Hajdukom osvaja nogometna prvenstva Jugoslavije 1950., 1952. i 1954./55. U sezoni 1954./55. bio je najbolji strijelac prve nogometne lige s 20 postignutih pogodaka. 
Vukas je bio legendarni kapetan Hajduka, za kojeg je odigrao ukupno 615 utakmica i postigao 300 pogodaka. 
Statistika u Hajduku
| Natjecanje        | Nastupi | Zgoditci |
| ----------------- | ------- | -------- |
| Prvenstvo         | 267     | 94       |
| Kup               | 33      | 12       |
| Superkup          | 0       | 0        |
| Međunarodne       | 4       | 1        |
| Splitski podsavez | 0       | 0        |
| Ukupno            | 304     | 107      |
| Prijateljske      | 311     | 193      |
| Sveukupno         | 615     | 300      |

#### Inozemstvo
U sezoni 1957./58. igrao je profesionalno u talijanskom nogometnom klubu Bologni, prije nego što se ponovno vratio u Split. 
Od 1963. do 1967. godine igrao je profesionalno u klubovima Austria Klagenfurt, GAK iz Graza i KSV Kapfenberg, gdje je i završio igračku karijeru. 

### Reprezentativna karijera
Za jugoslavensku nogometnu reprezentaciju je nastupio 59 puta i pritom postigao 22 gola, a jedno vrijeme je bio i kapetan izabrane vrste. Za jugoslavensku nogometnu reprezentaciju prvi puta nastupio je 1948. godine protiv Albanije (0:0) u Beogradu, a posljednji puta 1957. godine protiv Čehoslovačke (0:1) u Bratislavi.  Igrajući za jugoslavensku nogometnu reprezentaciju na Olimpijskim igrama 1948. godine u Londonu i 1952. godine u Helsinkiju osvojio je srebrne medalje. Zapaženo je igrao i na dva Svjetska prvenstva, u Brazilu 1950. te u Švicarskoj 1954. godine.
Igrao je za reprezentaciju FIFE na Wembleyju protiv Engleske, 21. listopada 1953. godine, u povodu proslave 90. godina engleskog nogometnog saveza. Utakmica je završila rezultatom 4:4, a Vukas bio jedan od zapaženijih aktera - namjestio je dva pogotka, a na njemu je napravljen i jedanaesterac koji je realizirao Ladislav Kubala. Dvije godine kasnije, 13. kolovoza 1955. godine u Belfastu na utakmici Europa - Velika Britanija (4:1) Bernard Vukas je bio najbolji igrač, postigavši tri pogotka i potvrdivši da je te sezone, samo godinu dana prije nego što je France Football po prvi puta dodijelio svoju Zlatnu loptu, bio najbolji nogometaš Europe. 

## Trenerska, športsko-administrativna karijera
Nakon što je završio igračku karijeru povremeno trenirao je mlađe uzraste. Polazio je višu trenersku školu (smjer nogomet) na Visokoj školi za fizičku kulturu (1969. – 1972.). 
Obnašao je i dužnost sportskog direktora u splitskom Hajduku (1968. – 1969.) i NK Zagrebu (1969.).

## Privatni život
Bio je oženjen suprugom Stjepankom, s kojom ima sina Zdeslava.

## Ostalo
Objavio je svoje memoare, 50 utakmica u državnom dresu (Split, 1956.), a športski novinar i publicist Zvonimir Magdić napisao je knjigu o njemu, Tako je živio i igrao Bernard Vukas Bajdo (Zagreb, 1998.).

## Priznanja

### Individualna
- Za sezonu 1952./53. osvaja žutu majicu "Sportske Panorame", a 1955. godine biva proglašen najboljim jugoslavenskim športašem te, u anketi Slobodne Dalmacije iste godine, i najboljim športašem Dalmacije.
- U sezoni 1954./55. bio je najbolji strijelac prve nogometne lige s 20 postignutih pogodaka.
- Najbolji jugoslavenski nogometaš po anketama Narodnog sporta, 1955. i 1956. godine.[3]
- U anketi Večernjega lista, Bernard Vukas je proglašen najboljim hrvatskim športašem 20. stoljeća.

### Klupska
Hajduk Split
- Prvenstvo Jugoslavije u nogometu (3): 1950., 1952. i 1954./55.

## Vanjske poveznice
- Bernard Bajdo Vukasa, životopisne stranice (u međumrežnoj pismohrani archive.org 10. ožujka 2011.)
- Vukas, Bernard (Bajdo), hbl.lzmk.hr
- DPH Zagreb Ante Dorić o Bajdi  Arhivirana inačica izvorne stranice od 4. studenoga 2022. (Wayback Machine)